# قبيلة مرسي (إثيوبيا)

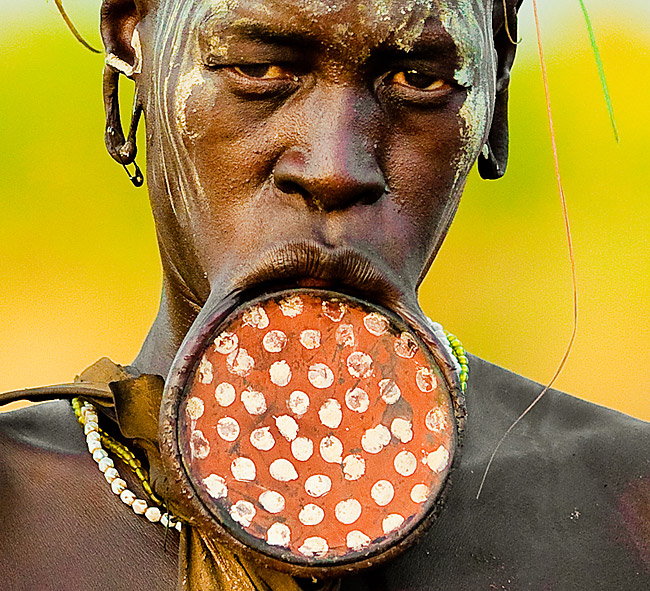
امرأة من قبيلة مرسي بلوحة شفاه

هم مجموعة نيلية من الرعاة الرحل في جنوب غرب إثيوبيا وفي منطقة ديبوب أومو بالأمم الجنوبية على مقربة من جنوب السودان. حسب إحصاء 2007، فإن أعدادهم تقارب 7500 نسمة 448 يعيشون في مناطق حضارية و 92% يعيشون في منطقة الأمم الجنوبية
هم أحد شعب سورما في سجلات الحكومة الإثيوبية وبلادهم معزولة ومحاطة بالجبال ويشرفون على نهر أومو. لديهم لغتهم الخاصة وهي لغة مرسي ويعيشون حياة بدائية ويتميزون كما باقي شعب سورما بوضع النساء للوحات على اشفافهم وهي من باب الزينة والتجمل حسب مفاهيمهم ولكن هناك أسباب أخرى لهذه العادة وهي علمهم أن تجار العبيد من اليمن يتجنبون بيعهم إذا ما رأو تشويها خلقيا كهذا، فأصبحت من تلك الأزمان عادة مرافقة لهم كما تشير أحد النظريات وإن كان السبب لايزال غامضا 